# Oriol i rechka
Oriol i rechka (en russe : Орёл и решка, « Pile et face ») est une émission de télévision ukrainienne de voyages, diffusée depuis le 13 février 2011 en Ukraine sur Inter et rediffusée sur K1 (Ukraine), Piatnitsa! (Russie), Septième chaîne (Kazakhstan), TTV (Pologne), Belarus 2 (Biélorussie) et 3+ (Estonie).
Le tournage et la diffusion de l’émission sont interrompus en février 2022 en raison de l’invasion de l’Ukraine par la Russie.

## Principe
Deux présentateurs se rendent pour le week-end dans une destination touristique. L’un d’eux doit passer deux jours en dépensant au maximum 100 dollars (ou l’équivalent en monnaie locale), l’autre dispose de la « carte dorée », une carte bancaire avec des fonds illimités. Ils tirent à pile ou face pour déterminer qui aura la carte dorée.
Les deux présentateurs partent alors à la découverte de la ville ou de la région, montrant les principales attractions touristiques, donnant des conseils pratiques (comment aller en ville depuis l’aéroport, quoi manger, où dormir…) et détaillant les prix des services et des attractions.
À partir de la deuxième saison, à la fin de chaque émission, le détenteur de la carte dorée cache une bouteille contenant un billet de 100 $ pour que les téléspectateurs la trouvent.

## Liste des épisodes
| Liste des épisodes de Oriol i rechka | Liste des épisodes de Oriol i rechka | Liste des épisodes de Oriol i rechka | Liste des épisodes de Oriol i rechka | Liste des épisodes de Oriol i rechka | Liste des épisodes de Oriol i rechka |
| Saison 1                             |                                      |                                      |                                      |                                      |                                      |
| Saison 1                             | Numéro                               | Lieu                                 | Monnaie                              | Détenteur de la carte dorée          | Première diffusion                   |
| ------------------------------------ | ------------------------------------ | ------------------------------------ | ------------------------------------ | ------------------------------------ | ------------------------------------ |
| Saison 1                             | 1 (1)                                | New York                             | Dollar                               | Alan                                 | 13 février 2011                      |
| Saison 1                             | 2 (2)                                | Las Vegas                            | Dollar                               | Alan                                 | 20 février 2011                      |
| Saison 1                             | 3 (3)                                | San Francisco                        | Dollar                               | Janna                                | 27 février 2011                      |
| Saison 1                             | 4 (4)                                | Los Angeles                          | Dollar                               | Alan                                 | 6 mars 2011                          |
| Saison 1                             | 5 (5)                                | Barcelone                            | Euro                                 | Alan                                 | 13 mars 2011                         |
| Saison 1                             | 6 (6)                                | Jordanie                             | Dollar                               | Alan                                 | 20 mars 2011                         |
| Saison 1                             | 7 (7)                                | Israël                               | Dollar                               | Janna                                | 27 mars 2011                         |
| Saison 1                             | 8 (8)                                | Rome                                 | Euro                                 | Janna                                | 10 avril 2011                        |
| Saison 1                             | 9 (9)                                | Madrid                               | Euro                                 | Alan                                 | 17 avril 2011                        |
| Saison 1                             | 10 (10)                              | Milan                                | Euro                                 | Janna                                | 24 avril 2011                        |
| Saison 1                             | 11 (11)                              | Phnom Penh                           | Dollar                               | Alan                                 | 1er mai 2011                         |
| Saison 1                             | 12 (12)                              | Bangkok                              | Dollar                               | Alan                                 | 8 mai 2011                           |
| Saison 1                             | 13 (13)                              | Hô-Chi-Minh-Ville                    | Dollar                               | Janna                                | 15 mai 2011                          |
| Saison 1                             | 14 (14)                              | Bakou                                | Dollar                               | Alan                                 | 22 mai 2011                          |
| Saison 1                             | 15 (15)                              | Tbilissi                             | Dollar                               | Janna                                | 29 mai 2011                          |
| Saison 2                             |                                      |                                      |                                      |                                      |                                      |
| Numéro                               | Lieu                                 | Monnaie                              | Détenteur de la carte dorée          | Première diffusion                   |                                      |
| 1 (16)                               | Mexico                               | Dollar                               | Janna                                | 3 septembre 2011                     |                                      |
| 2 (17)                               | La Havane                            | Dollar                               | Janna                                | 10 septembre 2011                    |                                      |
| 3 (18)                               | Amsterdam                            | Euro                                 | Andreï                               | 17 septembre 2011                    |                                      |
| 4 (19)                               | Cancún                               | Dollar                               | Andreï                               | 24 septembre 2011                    |                                      |
| 5 (20)                               | Batoumi                              | Dollar                               | Janna                                | 1er octobre 2011                     |                                      |
| 6 (21)                               | Paris                                | Euro                                 | Andreï                               | 8 octobre 2011                       |                                      |
| 7 (22)                               | Istanbul                             | Dollar                               | Janna                                | 15 octobre 2011                      |                                      |
| 8 (23)                               | Berlin                               | Euro                                 | Janna                                | 22 octobre 2011                      |                                      |
| 9 (24)                               | Athènes                              | Euro                                 | Andreï                               | 29 octobre 2011                      |                                      |
| 10 (25)                              | Dubaï                                | Dollar                               | Andreï                               | 5 novembre 2011                      |                                      |
| 11 (26)                              | Kathmandou                           | Dollar                               | Janna                                | 12 novembre 2011                     |                                      |
| 12 (27)                              | Bombay                               | Dollar                               | Janna                                | 19 novembre 2011                     |                                      |
| 13 (28)                              | Chicago                              | Dollar                               | Andreï                               | 3 décembre 2011                      |                                      |
| 14 (29)                              | La Nouvelle-Orléans                  | Dollar                               | Janna                                | 10 décembre 2011                     |                                      |
| 15 (30)                              | Dallas                               | Dollar                               | Andreï                               | 17 décembre 2011                     |                                      |
| 16 (31)                              | Stockholm                            | Dollar                               | Janna                                | 24 décembre 2011                     |                                      |
| 17 (32)                              | Laponie                              | Euro                                 | Andreï                               | 31 décembre 2011                     |                                      |
| Saison 3                             |                                      |                                      |                                      |                                      |                                      |
| Numéro                               | Lieu                                 | Monnaie                              | Détenteur de la carte dorée          | Première diffusion                   |                                      |
| 1 (33)                               | Pékin                                | Dollar                               | Janna                                | 11 février 2012                      |                                      |
| 2 (34)                               | Hong Kong                            | Dollar                               | Andreï                               | 18 février 2012                      |                                      |
| 3 (35)                               | Jamaïque                             | Dollar                               | Andreï                               | 25 février 2012                      |                                      |
| 4 (36)                               | Miami                                | Dollar                               | Andreï                               | 3 mars 2012                          |                                      |
| 5 (37)                               | Managua                              | Dollar                               | Janna                                | 10 mars 2012                         |                                      |
| 6 (38)                               | Beyrouth                             | Dollar                               | Janna                                | 17 mars 2012                         |                                      |
| 7 (39)                               | Rio de Janeiro                       | Dollar                               | Janna                                | 24 mars 2012                         |                                      |
| 8 (40)                               | Santiago                             | Dollar                               | Janna                                | 31 mars 2012                         |                                      |
| 9 (41)                               | São Paulo                            | Dollar                               | Andreï                               | 7 avril 2012                         |                                      |
| 10 (42)                              | Machu Picchu                         | Dollar                               | Janna                                | 14 avril 2012                        |                                      |
| 11 (43)                              | Buenos Aires                         | Dollar                               | Andreï                               | 21 avril 2012                        |                                      |
| 12 (44)                              | Singapour                            | Dollar                               | Janna                                | 28 avril 2012                        |                                      |
| 13 (45)                              | Sri Lanka                            | Dollar                               | Janna                                | 5 mai 2012                           |                                      |
| 14 (46)                              | Kuala Lumpur                         | Dollar                               | Andreï                               | 12 mai 2012                          |                                      |
| 15-16 (47-48)                        | Kiev                                 | Hryvnia                              | Andreï                               | 19 et 26 mai 2012                    |                                      |
| Saison 4                             |                                      |                                      |                                      |                                      |                                      |
| Numéro                               | Lieu                                 | Monnaie                              | Détenteur de la carte dorée          | Première diffusion                   |                                      |
| 1 (49)                               | Saint-Pétersbourg                    | Dollar                               | Andreï                               | 8 septembre 2012                     |                                      |
| 2 (50)                               | Edinburgh                            | Dollar                               | Andreï                               | 15 septembre 2012                    |                                      |
| 3 (51)                               | Nairobi                              | Dollar                               | Andreï                               | 22 septembre 2012                    |                                      |
| 4 (52)                               | Riga                                 | Dollar                               | Lessia                               | 29 septembre 2012                    |                                      |
| 5 (53)                               | Londres                              | Dollar                               | Andreï                               | 6 octobre 2012                       |                                      |
| 6 (54)                               | Copenhague                           | Dollar                               | Andreï                               | 13 octobre 2012                      |                                      |
| 7 (55)                               | Le Cap                               | Dollar                               | Lessia                               | 20 octobre 2012                      |                                      |
| 8 (56)                               | Ålesund                              | Dollar                               | Lessia                               | 27 octobre 2012                      |                                      |
| 9 (57)                               | Palerme                              | Dollar                               | Andreï                               | 3 novembre 2012                      |                                      |
| 10 (58)                              | Madagascar                           | Dollar                               | Lessia                               | 10 novembre 2012                     |                                      |
| 11 (59)                              | Côte d'Azur                          | Euro                                 | Lessia                               | 17 novembre 2012                     |                                      |
| 12 (60)                              | Marrakech                            | Dollar                               | Lessia                               | 24 novembre 2012                     |                                      |
| 13 (61)                              | Îles Canaries                        | Euro                                 | Andreï                               | 1er décembre 2012                    |                                      |
| 14 (62)                              | Lisbonne                             | Euro                                 | Andreï                               | 8 décembre 2012                      |                                      |
| 15 (63)                              | Shanghaï                             | Dollar                               | Lessia                               | 15 décembre 2012                     |                                      |
| 16 (64)                              | Bali                                 | Dollar                               | Andreï                               | 22 décembre 2012                     |                                      |
| 17 (65)                              | Séoul                                | Dollar                               | Lessia                               | 29 décembre 2012                     |                                      |
| Saison 5                             |                                      |                                      |                                      |                                      |                                      |
| Numéro                               | Lieu                                 | Monnaie                              | Détenteur de la carte dorée          | Première diffusion                   |                                      |
| 1 (66)                               | Alpes suisses                        | Dollar                               | Lessia                               | 9 février 2013                       |                                      |
| 2 (67)                               | Vienne                               | Euro                                 | Andreï                               | 16 février 2013                      |                                      |
| 3 (68)                               | Prague                               | Dollar                               | Lessia                               | 23 février 2013                      |                                      |
| 4 (69)                               | Bruxelles                            | Euro                                 | Andreï                               | 2 mars 2013                          |                                      |
| 5 (70)                               | Venise                               | Euro                                 | Andreï                               | 9 mars 2013                          |                                      |
| 6 (71)                               | La Paz                               | Dollar                               | Lessia                               | 14 avril 2013                        |                                      |
| 7 (72)                               | Quito                                | Dollar                               | Andreï                               | 21 avril 2013                        |                                      |
| 8 (73)                               | Costa Rica                           | Dollar                               | Lessia                               | 28 avril 2013                        |                                      |
| Saison 6 (« Stations thermales »)    |                                      |                                      |                                      |                                      |                                      |
| Numéro                               | Lieu                                 | Monnaie                              | Détenteur de la carte dorée          | Première diffusion                   |                                      |
| 1 (74)                               | Abou Dabi                            | Dollar                               | Nastia                               | 12 mai 2013                          |                                      |
| 2 (75)                               | Antalya                              | Dollar                               | Andreï                               | 19 mai 2013                          |                                      |
| 3 (76)                               | Corse                                | Euro                                 | Nastia                               | 26 mai 2013                          |                                      |
| 4 (77)                               | Dubrovnik                            | Dollar                               | Nastia                               | 2 juin 2013                          |                                      |
| 5 (78)                               | Malte                                | Euro                                 | Andreï                               | 9 juin 2013                          |                                      |
| 6 (79)                               | Valence                              | Euro                                 | Andreï                               | 16 juin 2013                         |                                      |
| 7 (80)                               | Crète                                | Euro                                 | Nastia                               | 23 juin 2013                         |                                      |
| 8 (81)                               | Ibiza                                | Euro                                 | Andreï                               | 30 juin 2013                         |                                      |
| Saison 7 (« Retour en URSS »)        |                                      |                                      |                                      |                                      |                                      |
| Numéro                               | Lieu                                 | Monnaie                              | Détenteur de la carte dorée          | Première diffusion                   |                                      |
| 1 (82)                               | Minsk                                | Dollar                               | Nastia                               | 25 août 2013                         |                                      |
| 2 (83)                               | Vilnius                              | Dollar                               | Andreï                               | 1er septembre 2013                   |                                      |
| 3 (84)                               | Kazan                                | Dollar                               | Andreï                               | 8 septembre 2013                     |                                      |
| 4 (85)                               | Crimée                               | Hryvnia                              | Andreï                               | 15 septembre 2013                    |                                      |
| 5 (86)                               | Chișinău                             | Dollar                               | Nastia                               | 22 septembre 2013                    |                                      |
| 6 (87)                               | Odessa                               | Hryvnia                              | Nastia                               | 29 septembre 2013                    |                                      |
| 7 (88)                               | Tallinn                              | Euro                                 | Nastia                               | 6 octobre 2013                       |                                      |
| 8 (89)                               | Lac Baïkal                           | Dollar                               | Andreï                               | 13 octobre 2013                      |                                      |
| 9 (90)                               | Vladivostok                          | Dollar                               | Nastia                               | 20 octobre 2013                      |                                      |
| 10 (91)                              | Kamtchatka                           | Dollar                               | Nastia                               | 27 octobre 2013                      |                                      |
| 11 (92)                              | Grozny                               | Dollar                               | Nastia                               | 3 novembre 2013                      |                                      |
| 12 (93)                              | Erevan                               | Dollar                               | Andreï                               | 10 novembre 2013                     |                                      |
| 13 (94)                              | Géorgie                              | Dollar                               | Andreï                               | 17 novembre 2013                     |                                      |
| 14 (95)                              | Douchanbé                            | Dollar                               | Nastia                               | 24 novembre 2013                     |                                      |
| 15 (96)                              | Bichkek                              | Dollar                               | Nastia                               | 1er décembre 2013                    |                                      |
| 16 (97)                              | Alma-Ata                             | Dollar                               | Andreï                               | 8 décembre 2013                      |                                      |
| 17 (98)                              | Bakou 2                              | Dollar                               | Andreï                               | 15 décembre 2013                     |                                      |
| 18 (99)                              | Kaliningrad                          | Dollar                               | Andreï                               | 22 décembre 2013                     |                                      |
| 19 (100)                             | Lviv                                 | Hryvnia                              | Nastia                               | 29 décembre 2013                     |                                      |
| 20 (101)                             | Moscou                               | Dollar                               | Andreï                               | 31 décembre 2013                     |                                      |
| Saison 8 (« Au bout du monde »)      |                                      |                                      |                                      |                                      |                                      |
| Numéro                               | Lieu                                 | Monnaie                              | Détenteur de la carte dorée          | Première diffusion                   |                                      |
| 1 (102)                              | Maldives                             | Dollar                               | Regina                               | 2 février 2014                       |                                      |
| 2 (103)                              | Addis-Abeba                          | Dollar                               | Kolia                                | 9 février 2014                       |                                      |
| 3 (104)                              | Tanzanie                             | Dollar                               | Kolia                                | 16 février 2014                      |                                      |
| 4 (105)                              | Seychelles                           | Dollar                               | Regina                               | 23 février 2014                      |                                      |
| 5 (106)                              | Manille                              | Dollar                               | Kolia                                | 2 mars 2014                          |                                      |
| 6 (107)                              | Bornéo                               | Dollar                               | Kolia                                | 9 mars 2014                          |                                      |
| 7 (108)                              | Hanoï                                | Dollar                               | Regina                               | 16 mars 2014                         |                                      |
| 8 (109)                              | Palaos                               | Dollar                               | Kolia                                | 23 mars 2014                         |                                      |
| 9 (110)                              | Melbourne                            | Dollar                               | Kolia                                | 30 mars 2014                         |                                      |
| 10 (111)                             | Auckland                             | Dollar                               | Kolia                                | 6 avril 2014                         |                                      |
| 11 (112)                             | Vanuatu                              | Dollar                               | Regina                               | 13 avril 2014                        |                                      |
| 12 (113)                             | Sydney                               | Dollar                               | Regina                               | 20 avril 2014                        |                                      |
| 13 (114)                             | Tokyo                                | Dollar                               | Regina                               | 27 avril 2014                        |                                      |
| 14 (115)                             | Kyoto                                | Dollar                               | Kolia                                | 4 mai 2014                           |                                      |
| 15 (116)                             | Taïpeï                               | Dollar                               | Kolia                                | 11 mai 2014                          |                                      |
| 16 (117)                             | Oulan-Bator                          | Dollar                               | Kolia                                | 19 mai 2014                          |                                      |
| 17 (118)                             | Honolulu                             | Dollar                               | Kolia                                | 26 mai 2014                          |                                      |
| 18 (119)                             | Alaska                               | Dollar                               | Kolia                                | 2 juin 2014                          |                                      |
| 19 (120)                             | Toronto                              | Dollar                               | Regina                               | 9 juin 2014                          |                                      |
| 20 (121)                             | Montréal                             | Dollar                               | Kolia                                | 16 juin 2014                         |                                      |
| 21 (122)                             | Islande                              | Dollar                               | Kolia                                | 23 juin 2014                         |                                      |
| 22 (123)                             | Groenland                            | Dollar                               | Regina                               | 30 juin 2014                         |                                      |
| 23 (124)                             | Irlande                              | Euro                                 | Kolia                                | 7 juillet 2014                       |                                      |
| 24 (125)                             | Île Maurice                          | Dollar                               | Regina                               | 14 juillet 2014                      |                                      |
| 25 (126)                             | Panama                               | Dollar                               | Kolia                                | 21 juillet 2014                      |                                      |
| 26 (127)                             | Bogotá                               | Dollar                               | Regina                               | 28 juillet 2014                      |                                      |
| 27 (128)                             | Ushuaia                              | Dollar                               | Regina                               | 4 août 2014                          |                                      |
| 28 (129)                             | Île de Pâques                        | Dollar                               | Regina                               | 11 août 2014                         |                                      |
| Saison 8 (« Europe inexplorée »)     |                                      |                                      |                                      |                                      |                                      |
| Numéro                               | Lieu                                 | Monnaie                              | Détenteur de la carte dorée          | Première diffusion                   |                                      |
| 1 (130)                              | Bordeaux                             | Euro                                 | Jenia                                | 8 septembre 2014                     |                                      |
| 2 (131)                              | Francfort                            | Euro                                 | Jenia                                | 15 septembre 2014                    |                                      |
| 3 (132)                              | Normandie                            | Euro                                 | Regina                               | 22 septembre 2014                    |                                      |
| 4 (133)                              | Rotterdam                            | Euro                                 | Regina                               | 29 septembre 2014                    |                                      |
| 5 (134)                              | Sarajevo                             | Euro                                 | Jenia                                | 6 octobre 2014                       |                                      |
| 6 (135)                              | Pays basque                          | Euro                                 | Jenia                                | 13 octobre 2014                      |                                      |
| 7 (136)                              | Saragosse                            | Euro                                 | Regina                               | 20 octobre 2014                      |                                      |
| 8 (137)                              | Belgrade                             | Dollar                               | Regina                               | 27 octobre 2014                      |                                      |
| 9 (138)                              | Îles Féroé                           | Euro                                 | Jenia                                | 3 novembre 2014                      |                                      |
| 10 (139)                             | Bologne                              | Euro                                 | Jenia                                | 10 novembre 2014                     |                                      |
| 11 (140)                             | Cracovie                             | Dollar                               | Regina                               | 17 novembre 2014                     |                                      |
| 12 (141)                             | Carpates                             | Dollar                               | Regina                               | 24 novembre 2014                     |                                      |
| 13 (142)                             | Açores                               | Euro                                 | Jenia                                | 1er décembre 2014                    |                                      |
| 14 (143)                             | Nottingham                           | Dollar                               | Regina                               | 8 décembre 2014                      |                                      |
| 15 (144)                             | Liverpool                            | Dollar                               | Regina                               | 15 décembre 2014                     |                                      |
| 16 (145)                             | Glasgow                              | Dollar                               | Jenia                                | 22 décembre 2014                     |                                      |
| 17 (146)                             | Tyrol                                | Euro                                 | Jenia                                | 29 décembre 2014                     |                                      |
| Saison 10 (« Anniversaire »)         |                                      |                                      |                                      |                                      |                                      |
| Numéro                               | Lieu                                 | Monnaie                              | Présentateurs                        | Première diffusion                   |                                      |
| 1 (147)                              | Delhi                                | Dollar                               | Regina et Jenia                      | 9 février 2015                       |                                      |
| 2 (148)                              | Guangzhou                            | Dollar                               | Kolia et Regina                      | 16 février 2015                      |                                      |
| 3 (149)                              | Varanasi                             | Dollar                               | Lessia et Jenia                      | 23 février 2015                      |                                      |
| 4 (150)                              | Mandalay                             | Dollar                               | Lessia et Kolia                      | 2 mars 2015                          |                                      |
| 5 (151)                              | Guatemala                            | Dollar                               | Andreï et Kolia                      | 9 mars 2015                          |                                      |
| 6 (152)                              | Luang Prabang                        | Dollar                               | Lessia et Nastia                     | 16 mars 2015                         |                                      |
| 7 (153)                              | Le Caire                             | Dollar                               | Nastia et Regina                     | 23 mars 2015                         |                                      |
| 8 (154)                              | Porto Rico                           | Dollar                               | Kolia et Regina                      | 30 mars 2015                         |                                      |
| 9 (155)                              | République dominicaine               | Dollar                               | Nastia et Jenia                      | 6 avril 2015                         |                                      |
| 10 (156)                             | Santiago de Cuba                     | Dollar                               | Lessia et Jenia                      | 13 avril 2015                        |                                      |
| 11 (157)                             | Naples                               | Euro                                 | Janna et Andreï                      | 20 avril 2015                        |                                      |
| 12 (158)                             | Washington                           | Dollar                               | Regina et Jenia                      | 27 avril 2015                        |                                      |
| 13 (159)                             | Budapest                             | Dollar                               | Janna et Kolia                       | 4 mai 2015                           |                                      |
| 14 (160)                             | Seattle                              | Dollar                               | Andreï et Regina                     | 11 mai 2015                          |                                      |
| 15 (161)                             | Arizona                              | Dollar                               | Andreï et Jenia                      | 18 mai 2015                          |                                      |
| 16 (162)                             | San Diego                            | Dollar                               | Lessia et Regina                     | 25 mai 2015                          |                                      |
| 17 (163)                             | Cap-Vert                             | Dollar                               | Lessia et Jenia                      | 1er juin 2015                        |                                      |
| 18 (164)                             | Dakar                                | Dollar                               | Regina et Jenia                      | 8 juin 2015                          |                                      |
| 19 (165)                             | Madère                               | Euro                                 | Lessia et Regina                     | 15 juin 2015                         |                                      |
| 20 (166)                             | Séville                              | Euro                                 | Alan et Janna                        | 22 juin 2015                         |                                      |
| Saison 11 («Anniversaire. Partie 2») |                                      |                                      |                                      |                                      |                                      |
| Numéro                               | Lieu                                 | Monnaie                              | Présentateurs                        | Première diffusion                   |                                      |
| 1 (167)                              | Orlando                              | Dollar                               | Andreï et Nastia                     | 17 août 2015                         |                                      |
| 2 (168)                              | Boston                               | Dollar                               | Alan et Regina                       | 24 août 2015                         |                                      |
| 3 (169)                              | Savannah                             | Dollar                               | Alan et Nastia                       | 31 août 2015                         |                                      |
| 4 (170)                              | Yellowstone                          | Dollar                               | Andreï et Lessia                     | 7 septembre 2015                     |                                      |
| 5 (171)                              | Thessalonique                        | Euro                                 | Nastia et Kolia                      | 14 septembre 2015                    |                                      |
| 6 (172)                              | Oslo                                 | Dollar                               | Lessia et Regina                     | 21 septembre 2015                    |                                      |
| 7 (173)                              | Albanie                              | Dollar                               | Lessia et Jenia                      | 28 septembre 2015                    |                                      |
| 8 (174)                              | Spitzberg                            | Dollar                               | Regina et Jenia                      | 5 octobre 2015                       |                                      |
| 9 (175)                              | Varsovie                             | Dollar                               | Kolia et Regina                      | 12 octobre 2015                      |                                      |
| 10 (176)                             | Détroit                              | Dollar                               | Lessia et Jenia                      | 19 octobre 2015                      |                                      |
| 11 (177)                             | Transylvanie                         | Dollar                               | Kolia et Jenia                       | 26 octobre 2015                      |                                      |
| 12 (178)                             | Québec                               | Dollar                               | Lessia et Regina                     | 2 novembre 2015                      |                                      |
| 13 (179)                             | Reno                                 | Dollar                               | Regina et Jenia                      | 9 novembre 2015                      |                                      |
| 14 (180)                             | Munich                               | Euro                                 | Lessia et Regina                     | 16 novembre 2015                     |                                      |
| 15 (181)                             | Liechtenstein                        | Dollar                               | Alan et Lessia                       | 23 novembre 2015                     |                                      |
| 16 (182)                             | Helsinki                             | Euro                                 | Lessia et Kolia                      | 30 novembre 2015                     |                                      |
| 17 (183)                             | Manaus                               | Dollar                               | Kolia et Regina                      | 7 décembre 2015                      |                                      |
| 18 (184)                             | Lima                                 | Dollar                               | Lessia et Jenia                      | 14 décembre 2015                     |                                      |
| 19 (185)                             | Patagonie                            | Dollar                               | Kolia et Jenia                       | 21 décembre 2015                     |                                      |
| 20 (186)                             | New York 2                           | Dollar                               | Alan et Lessia                       | 28 décembre 2015                     |                                      |
| Saison 12 (« Tour du monde »)        |                                      |                                      |                                      |                                      |                                      |
| Numéro                               | Lieu                                 | Monnaie                              | Détenteur de la carte dorée          | Première diffusion                   |                                      |
| 1 (187)                              | Anvers                               | Euro                                 | Regina                               | 15 février 2016                      |                                      |
| 2 (188)                              | Düsseldorf                           | Euro                                 | Regina                               | 22 février 2016                      |                                      |
| 3 (189)                              | Florence                             | Euro                                 | Regina                               | 29 février 2016                      |                                      |
| 4 (190)                              | Namibie                              | Dollar                               | Lessia                               | 7 mars 2016                          |                                      |
| 5 (191)                              | Johannesburg                         | Dollar                               | Lessia                               | 14 mars 2016                         |                                      |
| 6 (192)                              | Harare                               | Dollar                               | Regina                               | 21 mars 2016                         |                                      |
| 7 (193)                              | Maputo                               | Dollar                               | Lessia                               | 28 mars 2016                         |                                      |
| 8 (194)                              | Ouganda                              | Dollar                               | Regina                               | 4 avril 2016                         |                                      |
| 9 (195)                              | Mascate                              | Dollar                               | Lessia                               | 11 avril 2016                        |                                      |
| 10 (196)                             | Goa                                  | Dollar                               | Lessia                               | 18 avril 2016                        |                                      |
| 11 (197)                             | Bangalore                            | Dollar                               | Regina                               | 25 avril 2016                        |                                      |
| 12 (198)                             | Pokhara                              | Dollar                               | Regina                               | 2 mai 2016                           |                                      |
| 13 (199)                             | Dacca                                | Dollar                               | Lessia                               | 9 mai 2016                           |                                      |
| 14 (200)                             | Phuket                               | Dollar                               | Lessia                               | 16 mai 2016                          |                                      |
| 15 (201)                             | Chiang Mai                           | Dollar                               | Regina                               | 23 mai 2016                          |                                      |
| 16 (202)                             | Jakarta                              | Dollar                               | Lessia                               | 30 mai 2016                          |                                      |
| 17 (203)                             | Haïnan                               | Dollar                               | Regina                               | 6 juin 2016                          |                                      |
| 18 (204)                             | Macao                                | Dollar                               | Lessia                               | 13 juin 2016                         |                                      |
| 19 (205)                             | Cebu                                 | Dollar                               | Lessia                               | 20 juin 2016                         |                                      |
| 20 (206)                             | Hiroshima                            | Dollar                               | Lessia                               | 27 juin 2016                         |                                      |
| 21 (207)                             | Osaka                                | Dollar                               | Regina                               | 4 juillet 2016                       |                                      |
| 22 (208)                             | Saipan                               | Dollar                               | Regina                               | 11 juillet 2016                      |                                      |
| 23 (209)                             | Fidji                                | Dollar                               | Lessia                               | 18 juillet 2016                      |                                      |
| 24 (210)                             | Tahiti                               | Dollar                               | Lessia                               | 25 juillet 2016                      |                                      |
| 25 (211)                             | Vancouver                            | Dollar                               | Petia                                | 1er août 2016                        |                                      |
| 26 (212)                             | Sacramento                           | Dollar                               | Regina                               | 8 août 2016                          |                                      |
| 27 (213)                             | Salt Lake City                       | Dollar                               | Petia                                | 15 août 2016                         |                                      |
| 28 (214)                             | Guadalajara                          | Dollar                               | Petia                                | 22 août 2016                         |                                      |
| 29 (215)                             | Acapulco                             | Dollar                               | Petia                                | 29 août 2016                         |                                      |
| 30 (216)                             | Honduras                             | Dollar                               | Regina                               | 5 septembre 2016                     |                                      |
| 31 (217)                             | Guayaquil                            | Dollar                               | Petia                                | 12 septembre 2016                    |                                      |
| 32 (218)                             | Iquitos                              | Dollar                               | Petia                                | 19 septembre 2016                    |                                      |
| 33 (219)                             | Atacama                              | Dollar                               | Petia                                | 26 septembre 2016                    |                                      |
| 34 (220)                             | Guyana                               | Dollar                               | Regina                               | 3 octobre 2016                       |                                      |
| 35 (221)                             | Asunción                             | Dollar                               | Petia                                | 10 octobre 2016                      |                                      |
| 36 (222)                             | Montevideo                           | Dollar                               | Regina                               | 17 octobre 2016                      |                                      |
| 37 (223)                             | Porto                                | Euro                                 | Regina                               | 24 octobre 2016                      |                                      |
| 38 (224)                             | Fès                                  | Dollar                               | Petia                                | 31 octobre 2016                      |                                      |
| 39 (225)                             | Cordoue                              | Euro                                 | Petia                                | 7 novembre 2016                      |                                      |
| 40 (226)                             | Nantes                               | Euro                                 | Petia                                | 14 novembre 2016                     |                                      |
| Saison 13 (« Paradis et enfer »)     |                                      |                                      |                                      |                                      |                                      |
| Numéro                               | Lieu                                 | Monnaie                              | Détenteur de la carte dorée          | Première diffusion                   |                                      |
| 1 (227)                              | Thaïlande                            | Dollar                               | Regina                               | 13 février 2017                      |                                      |
| 2 (228)                              | Indonésie                            | Dollar                               | Lessia                               | 20 février 2017                      |                                      |
| 3 (229)                              | Mombasa                              | Dollar                               | Regina                               | 27 février 2017                      |                                      |
| 4 (230)                              | Viêt Nam                             | Dollar                               | Lessia                               | 6 mars 2017                          |                                      |
| 5 (231)                              | Calcutta                             | Dollar                               | Regina                               | 13 mars 2017                         |                                      |
| 6 (232)                              | Cambodge                             | Dollar                               | Regina                               | 20 mars 2017                         |                                      |
| 7 (233)                              | Jamaïque 2                           | Dollar                               | Regina                               | 27 mars 2017                         |                                      |
| 8 (234)                              | San Pedro Sula                       | Dollar                               | Regina                               | 3 avril 2017                         |                                      |
| 9 (235)                              | Curaçao                              | Dollar                               | Lessia                               | 10 avril 2017                        |                                      |
| 10 (236)                             | Bahamas                              | Dollar                               | Regina                               | 17 avril 2017                        |                                      |
| 11 (237)                             | Caracas                              | Dollar                               | Lessia                               | 24 avril 2017                        |                                      |
| 12 (238)                             | Queenstown                           | Dollar                               | Lessia                               | 1er mai 2017                         |                                      |
| 13 (239)                             | Nouvelle-Calédonie                   | Dollar                               | Regina                               | 8 mai 2017                           |                                      |
| 14 (240)                             | Îles Salomon                         | Dollar                               | Lessia                               | 15 mai 2017                          |                                      |
| 15 (241)                             | Queensland                           | Dollar                               | Lessia                               | 22 mai 2017                          |                                      |
| 16 (242)                             | Suisse                               | Dollar                               | Lessia                               | 29 mai 2017                          |                                      |
| 17 (243)                             | Lagos                                | Dollar                               | Lessia                               | 5 juin 2017                          |                                      |
| 18 (244)                             | Tunisie                              | Dollar                               | Regina                               | 12 juin 2017                         |                                      |
| 19 (245)                             | Accra                                | Dollar                               | Regina                               | 19 juin 2017                         |                                      |
| 20 (246)                             | Corfou                               | Euro                                 | Lessia                               | 26 juin 2017                         |                                      |
| Saison 14 (« Reboot »)               |                                      |                                      |                                      |                                      |                                      |
| Numéro                               | Lieu                                 | Monnaie                              | Détenteur de la carte dorée          | Première diffusion                   |                                      |
| 1 (247)                              | Hong Kong 2                          | Dollar                               | Anton                                | 14 mars 2017                         |                                      |
| 2 (248)                              | Sri Lanka 2                          | Dollar                               | Anton                                | 21 mars 2017                         |                                      |
| 3 (249)                              | Bangkok 2                            | Dollar                               | Nastia                               | 28 mars 2017                         |                                      |
| 4 (250)                              | Kathmandou 2                         | Dollar                               | Anton                                | 4 avril 2017                         |                                      |
| 5 (251)                              | Singapour 2                          | Dollar                               | Nastia                               | 11 avril 2017                        |                                      |
| 6 (252)                              | Rio de Janeiro 2                     | Dollar                               | Anton                                | 18 avril 2017                        |                                      |
| 7 (253)                              | Quito 2                              | Dollar                               | Nastia                               | 25 avril 2017                        |                                      |
| 8 (254)                              | Mexico 2                             | Dollar                               | Nastia                               | 2 mai 2017                           |                                      |
| 9 (255)                              | Cancún 2                             | Dollar                               | Anton                                | 9 mai 2017                           |                                      |
| 10 (256)                             | La Havane 2                          | Dollar                               | Anton                                | 16 mai 2017                          |                                      |
| 11 (257)                             | Miami 2                              | Dollar                               | Anton                                | 23 mai 2017                          |                                      |
| 12 (258)                             | Las Vegas 2                          | Dollar                               | Anton                                | 30 mai 2017                          |                                      |
| 13 (259)                             | Los Angeles 2                        | Dollar                               | Nastia                               | 6 juin 2017                          |                                      |
| 14 (260)                             | San Francisco 2                      | Dollar                               | Anton                                | 13 juin 2017                         |                                      |
| 15 (261)                             | Chicago 2                            | Dollar                               | Nastia                               | 20 juin 2017                         |                                      |
| 16 (262)                             | Amsterdam 2                          | Euro                                 | Anton                                | 27 juin 2017                         |                                      |
| 17 (263)                             | Berlin 2                             | Euro                                 | Nastia                               | 4 juillet 2017                       |                                      |
| 18 (264)                             | Paris 2                              | Euro                                 | Nastia                               | 11 juillet 2017                      |                                      |
| 19 (265)                             | Prague 2                             | Dollar                               | Anton                                | 18 juillet 2017                      |                                      |
| 20 (266)                             | Vienne 2                             | Euro                                 | Nastia                               | 25 juillet 2017                      |                                      |
| 21 (267)                             | Istanbul 2                           | Dollar                               | Anton                                | 15 août 2017                         |                                      |
| 22 (268)                             | Astana                               | Dollar                               | Nastia                               | 22 août 2017                         |                                      |
| 23 (269)                             | Bombay 2                             | Dollar                               | Nastia                               | 12 septembre 2017                    |                                      |
| 24 (270)                             | Tokyo 2                              | Dollar                               | Nastia                               | 12 septembre 2017                    |                                      |
| 25 (271)                             | Shanghaï 2                           | Dollar                               | Nastia                               | 19 septembre 2017                    |                                      |
| 26 (272)                             | Séoul 2                              | Dollar                               | Anton                                | 19 septembre 2017                    |                                      |
| 27 (273)                             | Pékin 2                              | Dollar                               | Nastia                               | 26 septembre 2017                    |                                      |
| 28 (274)                             | Hô-Chi-Minh-Ville 2                  | Dollar                               | Anton                                | 3 octobre 2017                       |                                      |
| 29 (275)                             | Edinburgh 2                          | Dollar                               | Anton                                | 10 octobre 2017                      |                                      |
| 30 (276)                             | Irlande 2                            | Euro                                 | Nastia                               | 16 octobre 2017                      |                                      |
| 31 (277)                             | Londres 2                            | Dollar                               | Anton                                | 23 octobre 2017                      |                                      |
| 32 (278)                             | Barcelone 2                          | Euro                                 | Anton                                | 30 octobre 2017                      |                                      |
| 33 (279)                             | Ibiza 2                              | Euro                                 | Nastia                               | 6 novembre 2017                      |                                      |
| 34 (280)                             | Madrid 2                             | Euro                                 | Anton                                | 13 novembre 2017                     |                                      |
| 35 (281)                             | Rome 2                               | Euro                                 | Anton                                | 20 novembre 2017                     |                                      |
| 36 (282)                             | Venise 2                             | Euro                                 | Nastia                               | 27 novembre 2017                     |                                      |
| 37 (283)                             | Israël 2                             | Dollar                               | Nastia                               | 4 décembre 2017                      |                                      |
| 38 (284)                             | Îles Canaries 2                      | Euro                                 | Anton                                | 11 décembre 2017                     |                                      |
| 39 (285)                             | Le Cap 2                             | Dollar                               | Anton                                | 18 décembre 2017                     |                                      |
| 40 (286)                             | Zanzibar                             | Dollar                               | Anton                                | 25 décembre 2017                     |                                      |
| Saison 15 (« Paradis et enfer 2 »)   |                                      |                                      |                                      |                                      |                                      |
| Numéro                               | Lieu                                 | Monnaie                              | Détenteur de la carte dorée          | Première diffusion                   |                                      |
| 1 (287)                              | Sardaigne                            | Euro                                 | Regina                               | 11 septembre 2017                    |                                      |
| 2 (288)                              | Split                                | Dollar                               | Natali                               | 18 septembre 2017                    |                                      |
| 3 (289)                              | Hambourg                             | Euro                                 | Regina                               | 11 septembre 2017                    |                                      |
| 4 (290)                              | Suède                                | Dollar                               | Natali                               | 18 septembre 2017                    |                                      |
| 5 (291)                              | Portugal                             | Euro                                 | Regina                               | 25 septembre 2017                    |                                      |
| 6 (292)                              | Provence                             | Euro                                 | Natali                               | 2 octobre 2017                       |                                      |
| 7 (293)                              | Kerala                               | Dollar                               | Regina                               | 9 octobre 2017                       |                                      |
| 8 (294)                              | Rangoon                              | Dollar                               | Regina                               | 16 octobre 2017                      |                                      |
| 9 (295)                              | Busan                                | Dollar                               | Natali                               | 23 octobre 2017                      |                                      |
| 10 (296)                             | Kaohsiung                            | Dollar                               | Regina                               | 30 octobre 2017                      |                                      |
| 11 (297)                             | Doha                                 | Dollar                               | Natali                               | 6 novembre 2017                      |                                      |
| 12 (298)                             | Fortaleza                            | Dollar                               | Regina                               | 13 novembre 2017                     |                                      |
| 13 (299)                             | Guanajuato                           | Dollar                               | Natali                               | 20 novembre 2017                     |                                      |
| 14 (300)                             | San Salvador                         | Dollar                               | Natali                               | 27 novembre 2017                     |                                      |
| 15 (301)                             | Barbade                              | Dollar                               | Natali                               | 4 décembre 2017                      |                                      |
| Saison 16 (« Reboot. Amérique »)     |                                      |                                      |                                      |                                      |                                      |
| Numéro                               | Lieu                                 | Monnaie                              | Détenteur de la carte dorée          | Première diffusion                   |                                      |
| 1 (307)                              | Ushuaia 2                            | Dollar                               | Nastia                               | 5 février 2018                       |                                      |
| 2 (308)                              | Santiago 2                           | Dollar                               | Nastia                               | 12 février 2018                      |                                      |
| 3 (309)                              | Buenos Aires 2                       | Dollar                               | Nastia                               | 19 février 2018                      |                                      |
| 4 (310)                              | São Paulo 2                          | Dollar                               | Anton                                | 26 février 2018                      |                                      |
| 5 (311)                              | Bolivie                              | Dollar                               | Nastia                               | 5 mars 2018                          |                                      |
| 6 (312)                              | Hawaï                                | Dollar                               | Nastia                               | 12 mars 2018                         |                                      |
| 7 (313)                              | Arizona 2                            | Dollar                               | Anton                                | 19 mars 2018                         |                                      |
| 8 (314)                              | Orlando 2                            | Dollar                               | Nastia                               | 26 mars 2018                         |                                      |
| 9 (315)                              | Dallas 2                             | Dollar                               | Nastia                               | 2 avril 2018                         |                                      |
| 10 (316)                             | La Nouvelle-Orléans 2                | Dollar                               | Anton                                | 9 avril 2018                         |                                      |
| 11 (317)                             | République dominicaine 2             | Dollar                               | Nastia                               | 16 avril 2018                        |                                      |
| 12 (318)                             | Jamaïque 3                           | Dollar                               | Anton                                | 23 avril 2018                        |                                      |
| 13 (319)                             | Nicaragua                            | Dollar                               | Nastia                               | 30 avril 2018                        |                                      |
| 14 (320)                             | Costa Rica 2                         | Dollar                               | Anton                                | 7 mai 2018                           |                                      |
| 15 (321)                             | Cuzco                                | Dollar                               | Nastia                               | 14 mai 2018                          |                                      |
| 16 (322)                             | San Diego 2                          | Dollar                               | Anton                                | 21 mai 2018                          |                                      |
| 17 (323)                             | Utah                                 | Dollar                               | Nastia                               | 28 mai 2018                          |                                      |
| 18 (324)                             | Seattle 2                            | Dollar                               | Anton                                | 4 juin 2018                          |                                      |
| 19 (325)                             | Washington 2                         | Dollar                               | Anton                                | 11 juin 2018                         |                                      |
| 20 (326)                             | New York 3                           | Dollar                               | Anton                                | 18 juin 2018                         |                                      |
| Saison 17 (« Sur les mers »)         |                                      |                                      |                                      |                                      |                                      |
| Numéro                               | Lieu                                 | Monnaie                              | Détenteur de la carte dorée          | Première diffusion                   |                                      |
| 1 (327)                              | Hurghada                             | Dollar                               | Macha                                | 12 mars 2018                         |                                      |
| 2 (328)                              | Palawan                              | Dollar                               | Macha                                | 19 mars 2018                         |                                      |
| 3 (329)                              | Florès                               | Dollar                               | Macha                                | 26 mars 2018                         |                                      |
| 4 (330)                              | Da Nang                              | Dollar                               | Kolia                                | 2 avril 2018                         |                                      |
| 5 (331)                              | Salalah                              | Dollar                               | Macha                                | 9 avril 2018                         |                                      |
| 6 (332)                              | Panama 2                             | Dollar                               | Kolia                                | 16 avril 2018                        |                                      |
| 7 (333)                              | Playa del Carmen                     | Dollar                               | Kolia                                | 23 avril 2018                        |                                      |
| 8 (334)                              | Salvador                             | Dollar                               | Kolia                                | 30 avril 2018                        |                                      |
| 9 (335)                              | Viña del Mar                         | Dollar                               | Macha                                | 7 mai 2018                           |                                      |
| 10 (336)                             | Bali 2                               | Dollar                               | Kolia                                | 14 mai 2018                          |                                      |
| 11 (337)                             | Australie-Occidentale                | Dollar                               | Macha                                | 21 mai 2018                          |                                      |
| 12 (338)                             | Nord de l’Australie                  | Dollar                               | Kolia                                | 28 mai 2018                          |                                      |
| 13 (339)                             | Australie-Méridionale                | Dollar                               | Kolia                                | 4 juin 2018                          |                                      |
| 14 (340)                             | Îles Cook                            | Dollar                               | Macha                                | 11 juin 2018                         |                                      |
| 15 (341)                             | Nouvelle-Zélande                     | Dollar                               | Kolia                                | 18 juin 2018                         |                                      |
| 16 (342)                             | Batoumi 2                            | Dollar                               | Kolia                                | 25 juin 2018                         |                                      |
| 17 (343)                             | Marmaris                             | Dollar                               | Kolia                                | 2 juillet 2018                       |                                      |
| 18 (344)                             | Pouilles                             | Euro                                 | Macha                                | 9 juillet 2018                       |                                      |
| 19 (345)                             | La Rochelle                          | Euro                                 | Macha                                | 16 juillet 2018                      |                                      |
| 20 (346)                             | Chypre                               | Euro                                 | Kolia                                | 23 juillet 2018                      |                                      |
| Saison 18 (« Sur les mers 2 »)       |                                      |                                      |                                      |                                      |                                      |
| Numéro                               | Lieu                                 | Monnaie                              | Détenteur de la carte dorée          | Première diffusion                   |                                      |
| 1 (351)                              | Bulgarie                             | Dollar                               | Kolia                                | 20 août 2018                         |                                      |
| 2 (352)                              | Pula                                 | Dollar                               | Alina                                | 27 août 2018                         |                                      |
| 3 (353)                              | Monténégro                           | Euro                                 | Kolia                                | 3 septembre 2018                     |                                      |
| 4 (354)                              | Sanya                                | Dollar                               | Alina                                | 10 septembre 2018                    |                                      |
| 5 (355)                              | Slovénie                             | Euro                                 | Alina                                | 17 septembre 2018                    |                                      |
| 6 (356)                              | Sandakan                             | Dollar                               | Alina                                | 24 septembre 2018                    |                                      |
| 7 (357)                              | Yogyakarta                           | Dollar                               | Alina                                | 1er octobre 2018                     |                                      |
| 8 (358)                              | Kuala Lumpur 2                       | Dollar                               | Kolia                                | 8 octobre 2018                       |                                      |
| 9 (359)                              | Jūrmala                              | Euro                                 | Alina                                | 15 octobre 2018                      |                                      |
| 10 (360)                             | Zélande                              | Euro                                 | Kolia                                | 22 octobre 2018                      |                                      |
| 11 (361)                             | Mykonos                              | Euro                                 | Kolia                                | 29 octobre 2018                      |                                      |
| 12 (362)                             | Îles Canaries                        | Euro                                 | Kolia                                | 5 novembre 2018                      |                                      |
| 13 (363)                             | Amalfi                               | Euro                                 | Alina                                | 12 novembre 2018                     |                                      |
| 14 (364)                             | Costa del Sol                        | Euro                                 | Kolia                                | 19 novembre 2018                     |                                      |
| 15 (365)                             | Majorque                             | Euro                                 | Alina                                | 26 novembre 2018                     |                                      |
| 16 (366)                             | Galice                               | Euro                                 | Kolia                                | 3 décembre 2018                      |                                      |
| 17 (367)                             | Cabo San Lucas                       | Dollar                               | Alina                                | 10 décembre 2018                     |                                      |
| 18 (368)                             | Puerto Vallarta                      | Dollar                               | Kolia                                | 17 décembre 2018                     |                                      |
| 19 (369)                             | Key West                             | Dollar                               | Alina                                | 24 décembre 2018                     |                                      |
| 20 (370)                             | Floride                              | Dollar                               | Alina                                | 31 décembre 2018                     |                                      |
| Saison 19 (« Reboot 3 »)             |                                      |                                      |                                      |                                      |                                      |
| Numéro                               | Lieu                                 | Monnaie                              | Détenteur de la carte dorée          | Première diffusion                   |                                      |
| 1 (371)                              | Jordanie 2                           | Dollar                               | Nastia                               | 20 août 2018                         |                                      |
| 2 (372)                              | Tadjikistan                          | Dollar                               | Nastia                               | 20 août 2018                         |                                      |
| 3 (373)                              | Beyrouth 2                           | Dollar                               | Nastia                               | 27 août 2018                         |                                      |
| 4 (374)                              | Grèce                                | Euro                                 | Nastia                               | 3 septembre 2018                     |                                      |
| 5 (375)                              | Antalya 2                            | Dollar                               | Anton                                | 10 septembre 2018                    |                                      |
| 6 (376)                              | Côte d'Azur 2                        | Euro                                 | Nastia                               | 17 septembre 2018                    |                                      |
| 7 (377)                              | Stockholm 2                          | Dollar                               | Ievseï                               | 24 septembre 2018                    |                                      |
| 8 (378)                              | Varanasi 2                           | Dollar                               | Ievseï                               | 1er octobre 2018                     |                                      |
| 9 (379)                              | Tbilissi 2                           | Dollar                               | Nastia                               | 8 octobre 2018                       |                                      |
| 10 (380)                             | Erevan 2                             | Dollar                               | Ievseï                               | 15 octobre 2018                      |                                      |
| 11 (381)                             | Mongolie                             | Dollar                               | Ievseï                               | 22 octobre 2018                      |                                      |
| 12 (382)                             | Guangzhou 2                          | Dollar                               | Nastia                               | 29 octobre 2018                      |                                      |